# 富丘站

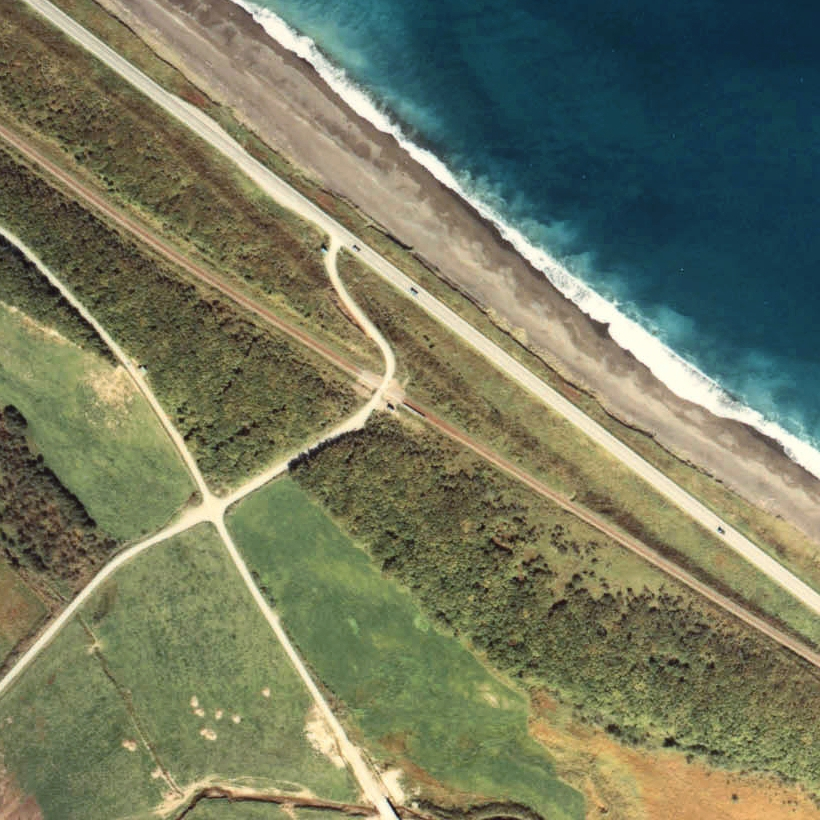
1978年的富丘臨時乘降場與方圓約500米範圍。右邊是紋別方向。月台前設有候車室。

富丘站（日语：／ Tomioka eki */?）是位於北海道紋別郡興部町字富丘，北海道旅客鐵道（JR北海道）的名寄本線車站（廢站）。隨著名寄本線廢線，車站在1989年（平成元年）5月1日廢除。
部分普通列車通過此站，截至1989年4月30日（廢除前的時間表），下行5班和上行5班列車通過此站。

## 歷史
- 1956年（昭和31年）9月1日 - 日本國有鐵道（國鐵）名寄本線富丘臨時乘降場（局（日语：鉄道管理局）設定）啟用。
- 1987年（昭和62年）4月1日 - 伴隨國鐵分割民營化，車站由北海道旅客鐵道（JR北海道）營運。同時升級至車站，名為富丘站。
- 1989年（平成元年）5月1日 - 名寄本線全線廢除，此站也廢除。

## 車站構造
截至車站廢除前，車站是一座地面車站，設有1面1線的單式月台。月台位於站內西南方（遠輕方向的列車會開啟右邊車門）。
由於車站源自臨時乘降場，因此此站為無人車站。此站沒有車站大樓，月台較遠一點位置設有候車室。月台靠近名寄一方設有斜道，斜道與月台垂直。
車站位於海岸的小山丘上，車站出入口設有有蓋樓梯。

## 站名的由來
車站名稱取自所在地名。地名源自阿伊努語的「オ=シカリ=サロル」，其意思是還繞川尻的濕地；或是「オ=ム=サロル」，其意思是被川尻阻擋的濕地。在海岸小山丘處被稱為「思沙流」。在1951年（昭和26年），字名改正之際，把地名改變。新名取自該地區的開拓先驅者的名稱其中之一隻字「富」字，配以當地地理環境「丘」字，合而名為「富丘」。

## 車站周邊
- 國道238號（日语：国道238号）（鄂霍次克國道）[5]
- 思沙留川[5]
- 北紋巴士（日语：北紋バス）「富丘」巴士站

## 現況
截至2001年（平成13年），所有車站設施中只有有蓋樓梯還存在。車站大樓前後的路軌遺址變成農道。截至2011年（平成23年）也是同樣，月台遺址放置了一些枕木。當時可確認路軌遺址。在築堤上為空地。
此外，舊站附近的國道上設置了「農業基盤整備事業」的招牌，牌中描繪了包含此站在內的名寄本線。

## 相鄰車站
北海道旅客鐵道（JR北海道）
名寄本線
沙留－富丘－渚滑
曾經此站（當時為臨時乘降場）與渚滑站之間設有川向臨時乘降場（日语：／）。啟用年月日不詳，在1956年（昭和31年）11月19日已知存在，後來在1966年（昭和41年）3月廢除。實際哪一日不詳。

## 注腳
1. ↑  太田幸夫. . 富士Comtem. 2004-2: 220. ISBN 978-4893915498 （日语）.
2. 1 2 3  工藤裕之. . 北海道新聞社. 2011-12: 118. ISBN 978-4894536197 （日语）.
3. 1 2 3  宮脇俊三 (编). . JTB Can Books. JTB出版. 2001-7: 34. ISBN 978-4533039072 （日语）.
4. ↑  興部町史編纂委員会 (编). . 興部町. 1993-3: P.98,P.256 （日语）.
5. 1 2  . 地勢堂. 1980-3: 18 （日语）.
6. 1 2 3  本久公洋. . 北海道新聞社. 2011-9: 120–122. ISBN 978-4894536128 （日语）.
7. ↑  今尾惠介 (编). . JTB出版. 2010-3: 214. ISBN 978-4533078583 （日语）.